# 이준평
이준평(李俊坪, 1990년 7월 23일 ~ )는 전 KBO 리그
NC 다이노스 투수,포수,타자 포지션을 모두 소화하였고, 활약하였다. 또한 미국샌디에이고 소속 애리조나 교육리그를 이수하였으며,
메이저리그의 육성시스템을 훈련받았다.

## 아마추어 시절
2013년 NC 다이노스에 입단했다.

## NC 다이노스시절
투수,포수,타자 포지션을 모두 소화하였고, 활약하였다. 2015년 11월 마무리 훈련 때부터 당시 감독이었던 김경문의 권유로 포지션을 포수에서 투수로 바꿨다.
NC다이노스 유망주 투타 5명에 선발되어,
미국샌디에이고 소속 애리조나 교육리그를 이수하였으며, 메이저리그의 육성시스템을 훈련받았다.

## 출신 학교
- 구지초등학교
- 언북중학교
- 경기고등학교
- 건국대학교